# Hans Bernoulli

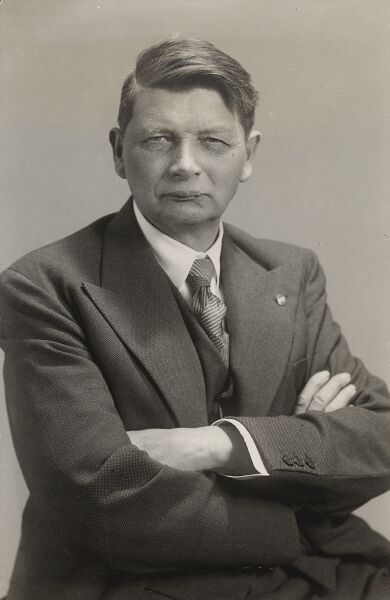
Hans Bernoulli

Hans Benno Bernoulli (* 17. Februar 1876 in Basel; † 12. September 1959 ebenda) war ein Schweizer Architekt, Städtebauer, Hochschullehrer und Anhänger der Freiwirtschaftslehre Silvio Gesells. Er entstammte der Gelehrtenfamilie Bernoulli. Er lebte und arbeitete seit 1897 in Deutschland, bis er 1912 wieder nach Basel zog.

## Leben
Bernoulli war der Sohn des Bureauangestellten Theodor Bernoulli (1837–1909) und der Maria Bieder (1845–1920). Die spätere Frauenrechtlerin und im Kampf gegen den Alkoholismus engagierte Elisabeth Bernoulli war seine Schwester und der Kunsthistoriker Rudolf Bernoulli sein Bruder.
Bernoulli verliess ohne Abschluss das Humanistische Gymnasium in Basel. Im selben Jahr begann er eine kaufmännische Lehre, die er aber ebenfalls nicht beendete. Mit 18 Jahren begann er eine Lehre als Bauzeichner bei den Architekten Alfred Romang und Wilhelm Bernoulli. Diese Lehre schloss Bernoulli erfolgreich ab und besuchte zwischen 1897 und 1898 die Technische Hochschule München; Freundschaft mit seinem Basler Kollegen Hans Hindermann. In München wurde Bernoulli Schüler von Friedrich von Thiersch. Im darauffolgenden Jahr nahm ihn Thiersch als Mitarbeiter in sein privates Architekturatelier auf.
Gefördert und unterstützt von Thiersch besuchte Bernoulli 1900 die Technische Hochschule Karlsruhe. Nach Beendigung seines Studiums volontierte Bernoulli in den Jahren 1901 bis 1902 bei verschiedenen Architekten in Darmstadt und Berlin. 1902 liess er sich für zehn Jahre als freischaffender Architekt in Berlin nieder.
Neben seiner freiberuflichen Arbeit war er dort gleichzeitig noch als Dozent an der Technischen Hochschule (Berlin-)Charlottenburg und an der Unterrichtsanstalt des Kunstgewerbemuseums Berlin tätig. In dieser Zeit unternahm Bernoulli auch mehrere Studienreisen nach Österreich, Italien und Dänemark. 1904 heiratete Bernoulli in Berlin Anna Ziegler, eine Tochter des Pastors Heinrich Ziegler.
1912 berief ihn die Basler Baugesellschaft zu ihrem Chefarchitekten und damit auch in den Vorstand. Im darauffolgenden Jahr betraute man Bernoulli mit einem Lehrauftrag für Städtebau an der Eidgenössischen Technischen Hochschule Zürich (ETHZ); sechs Jahre später avancierte er zum Professor.
1938 kam es zum Skandal, als Bernoulli seine politischen satirischen Gedichte unter dem Pseudonym Emanuel Kupferblech in der Freigeld Vereinsschrift veröffentlichte. Als Freiwirtschaftler und Anhänger Silvio Gesells hatte er sich sehr kritisch über die staatliche Finanzpolitik geäussert. Sein Lehrauftrag wurde nicht verlängert und sein Professorentitel wurde ihm aberkannt, da er mit diesen Ansichten für die ETHZ „untragbar“ geworden sei. Einer seiner Schüler an der ETH war Albert Bodmer, von dem er später auch nach Winterthur geholt wurde, wo er für die Heimstättengenossenschaft mehrere Bauprojekte in der Stadt realisierte.

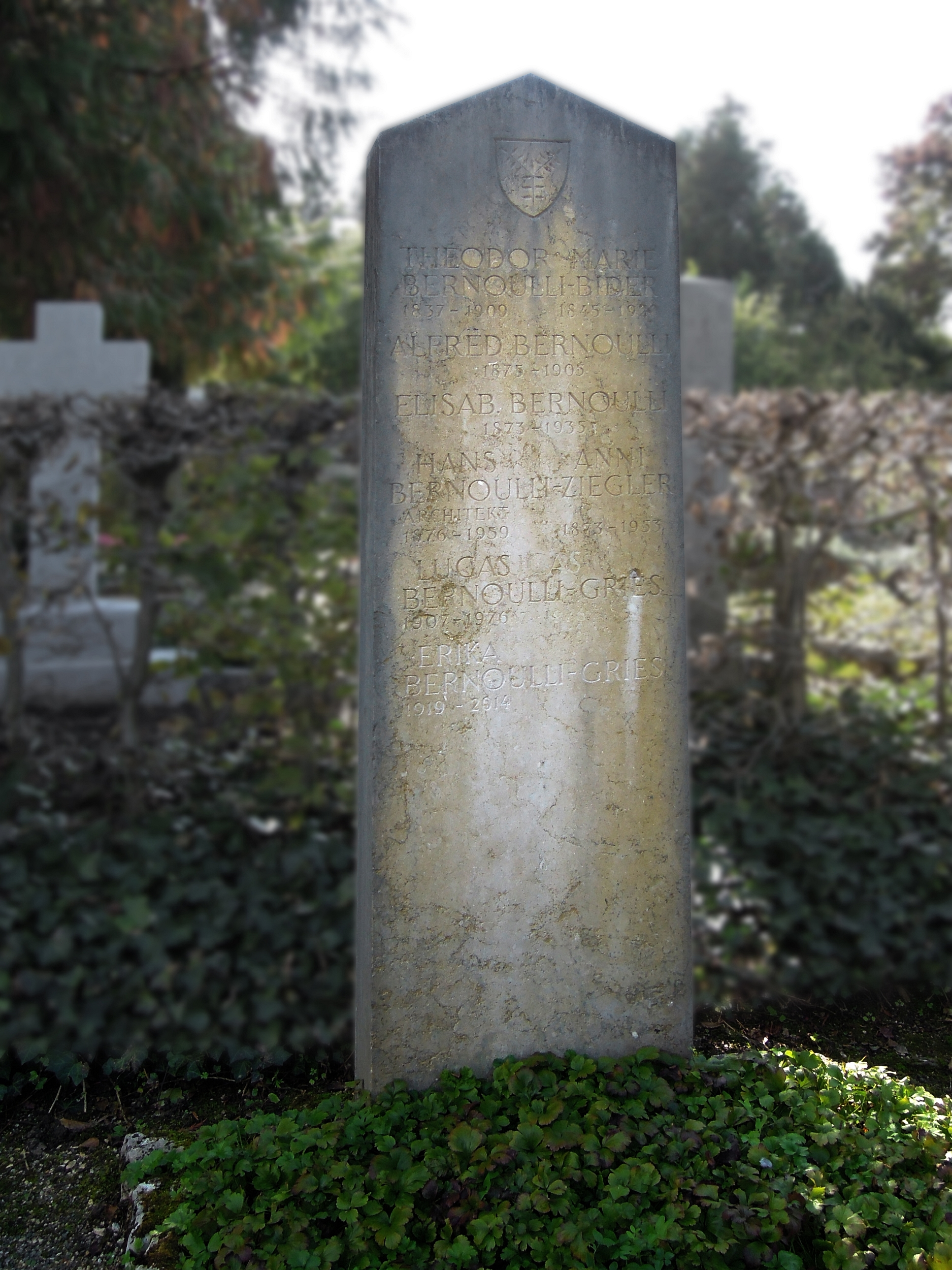
Grab, Wolfgottesacker, Basel.

An seinem 71. Geburtstag ehrte ihn die Universität Basel mit der Ehrendoktorwürde. 1947 bis 1951 sass er für den Landesring der Unabhängigen (LdU) im Nationalrat (Vertreter von Basel-Stadt).
Nach dem Zweiten Weltkrieg half er mit, die zerstörten Städte wieder aufzubauen. Zusammen mit Silvio Gesell gründete Bernoulli den schweizerischen Freiwirtschaftsbund. Als Politiker vertrat er sozial-liberale Ansichten und engagierte sich sehr im sozialen Wohnungsbau mit Gartenstadtsiedlungen (z. B. die Bernoullihäuser an der Hardturmstrasse in Zürich) oder der Einführung von vorfabrizierten Bauelementen in den späten Vierzigerjahren. Hans Bernoulli arbeite lange mit Louis Léon Weber zusammen.
Er bekämpfte sein Leben lang die Spekulation und setzte sich – allerdings vergeblich – für die Kommunalisierung des Bodens ein (Zitat: „Grund und Boden der Stadt, Hausbesitz den Privaten“).
In Warschau konnte er aktiv bei Stadtbauexperimenten und Wiederaufbau mitwirken. Auch in Ungarn und Österreich war er beratend tätig. Die Zürcher Häuser sollten zum Selbstkostenpreis verkauft werden, um auch für „Büezer“ (Arbeiter) erschwinglich zu sein. Man kann Bernoulli mit seinen städtebaulichen Ansichten durchaus in der Nachfolge von Friedrich Ostendorf sehen. Ausserdem gründete Bernoulli die Zeitschrift für eine natürliche Wirtschaftsordnung.
Hans Bernoulli fand seine letzte Ruhestätte auf dem Wolfgottesacker in Basel. Der Architekt Rudolf Christ (1895–1975) schrieb den Nachruf.

## Bauten
Siedlungen

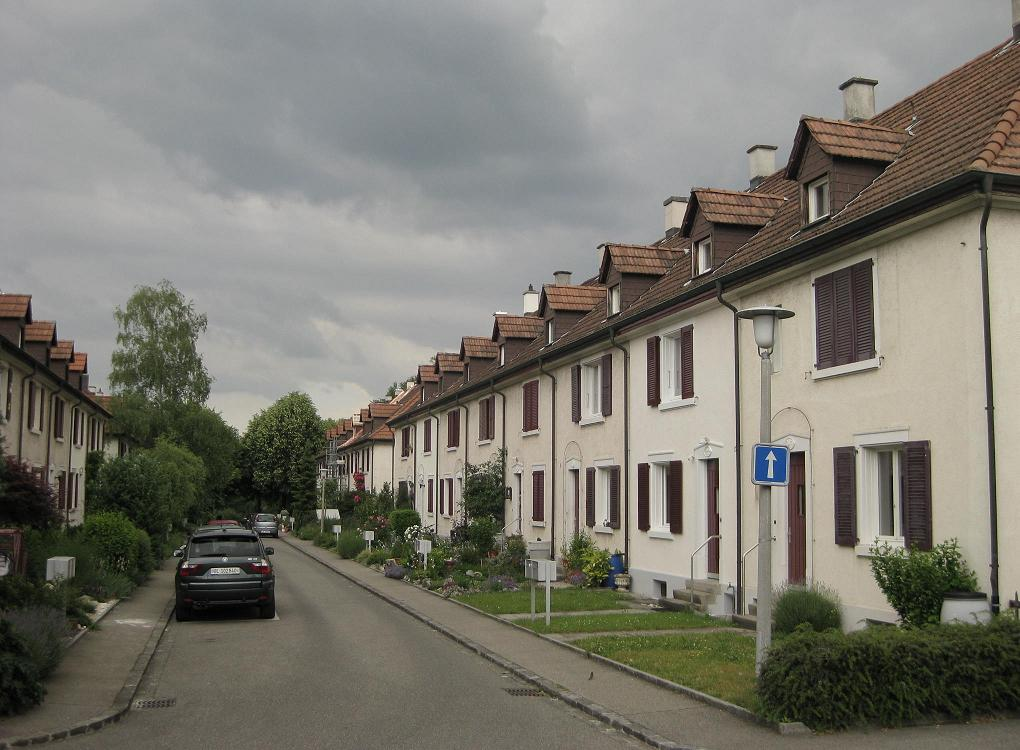
Wasserhaus-Wohnsiedlung

- 1919: „Bernoullihäuser“ in Grenchen, Rebgasse 61–67
- 1920–1923: Genossenschaftssiedlung „Im langen Loh“ in Basel, Im Langen Loh
- 1920–1921: Genossenschaftssiedlung Wasserhaus im Quartier Neue Welt von Münchenstein
- 1924–1929: „Bernoullihäuser“ in Zürich, Hardturmstrasse (in zwei Bauetappen: 1924–1926 bzw. 1928–1929)
- 1924–1934: Wohnbebauung „Hirzbrunnenareal“ in Basel
- 1925: „Siedlung im Vogelsang“ in Basel
- 1944–1948: Genossenschaftssiedlung „Im Landauer“ in Basel

Zweckbauten

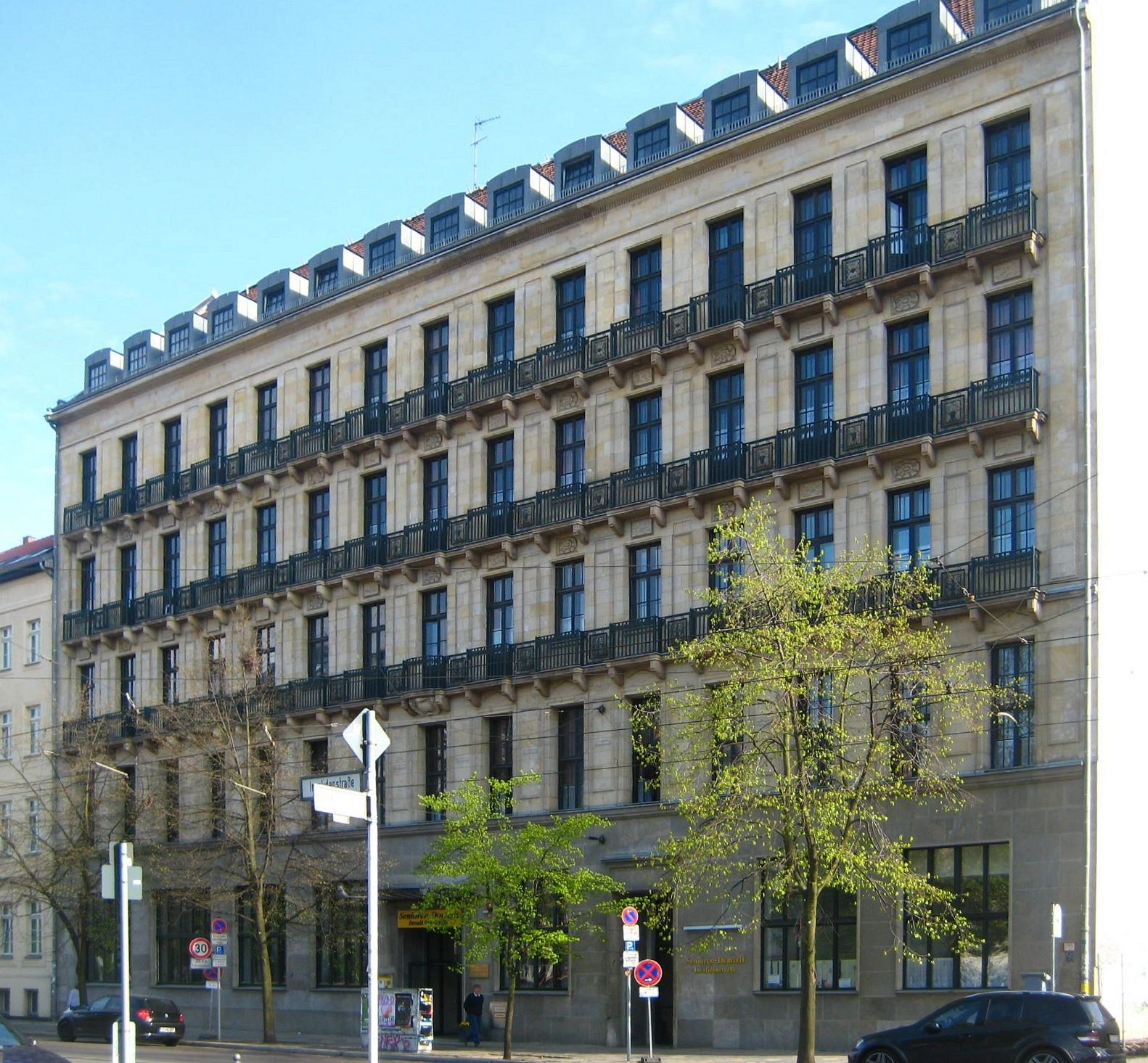
Hotel Baltic

- 1906: Wohn- und Geschäftshaus „Haus Brandenburg“ in Berlin-Charlottenburg, Kurfürstendamm
- 1908–1910: Sozialgebäude und Badehaus für die Chemische Fabrik Griesheim-Elektron in Offenbach am Main
- 1909–1910: „Hotel Baltic“ in Berlin
- 1912: „Oderbrunnen“ (auch „Steinbockbrunnen“) in Frankfurt (Oder)
- 1912: Geschäftshaus der Firma Fischbein & Mendel in Berlin-Kreuzberg, Lindenstraße 44–47[3]
- 1914–1915: Geschäftshaus „Lällenkönig“ in Basel
- 1914–1915: Frauenarbeitsschule in Basel
- 1915–1916: Tramdepot am Dreispitz in Basel
- 1921: Wohnhaus Riggenbach in Riehen[4]
- 1923: Getreidesilo (gen. „Bernoullisilo“) in Basel, Hafenstrasse 7
- 1956: Erweiterung des Realgymnasiums in Basel (mit Mumenthaler und Meier)

Weitere Werke
- 1895: Grabmal für Graf Georg von Werthern (1816–1895) auf dem Weißen Berg nahe Beichlingen
- 1915: Ferienhaus „Landhaus Bilsteinfluh“ in Langenbruck

## Schriften
Architektur
- Der Wiederaufbau von Sent. In: Heimatschutz = Patrimoine, Bd. 17, 1922, S. 2–10 (Digitalisat).
- Aus dem Skizzenbuch eines Architekten. Wepf, Basel 1943.
- Die organische Erneuerung unserer Städte. Wepf, Basel 1942.
- Die Stadt und ihr Boden. Verlag für Architektur, Erlenbach 1943.
- Zeitschrift für eine natürliche Wirtschaftsführung.
- Vom Wachsen und Wandeln unserer Stadt. In: Basler Jahrbuch 1955, S. 7–23.

Wirtschaftspolitik
- Der Goldschwindel und andere wirtschaftspolitische Komödien. Genossenschaft Verlag Freiwirtschaftlicher Schriften, Bern 1927.
- Im Irrgarten des Geldes. Verlag des Pestalozzi-Hauses, Bern 1935.

Lyrik
- Das Karnickel und andere blutige Späße über unsere Wirtschaftsführung. Gedichte. Verlag des Pestalozzi-Hauses, Bern 1939.
- Der Staatsknecht und andere Reimereien über die Nöte unserer Zeit. Gedichte. Berlin 1940.

Anderes
- Das Leuenbergspiel, 1934. Musik: Otto Studer.

## Ehrungen
Im Jahr 1965 wurde im 22. Wiener Gemeindebezirk die Bernoullistraße nach ihm benannt.
Das Bernoulligymnasium, welches an der Bernoullistraße liegt wurde nach dieser benannt.